# 東海 (航空機)
陸上哨戒機 東海
東海
- 用途：陸上哨戒機
- 分類：対潜哨戒機
- 設計者：野尻康三[1]
- 製造者：九州飛行機
- 運用者： 大日本帝国（大日本帝国海軍）
- 初飛行：1943年9月
- 生産数：153機
- 運用開始：1945年1月
- 退役：1945年
- 運用状況：退役

陸上哨戒機「東海」（りくじょうしょうかいき「とうかい」）（Q1W）は、第二次世界大戦の大日本帝国海軍の陸上対潜哨戒機である。Q1の名が示すように哨戒機として開発された日本最初の機体である。153機が生産され、敗戦時には68機が残存していた。連合国コードネームは『Lorna』。

## 開発
太平洋戦争が激化するにつれ、本格的な対潜攻撃能力を持つ沿岸哨戒機の必要性を感じた海軍は、1942年（昭和17年）9月に、渡辺鉄工所（後の九州飛行機）に十七試哨戒機の開発試作を命じた。当初は艦上機および水上機としての使用も考慮されたが、まずは陸上機として計画されたという。
要求された主な点は、
- 哨戒速力はできるだけ遅いこと
- 長時間飛行が可能なこと（航続時間は10時間以上）
- 敵潜水艦発見と同時に急降下攻撃が可能なこと

というものだった。渡辺では直ちに設計にとりかかり、九州飛行機と改称した1943年（昭和18年）12月に試作1号機を完成させた。なお、設計には戦前に海軍がドイツから「双発急降下爆撃機」研究用として購入していたユンカースJu88爆撃機のデータが参考にされた。
テストの結果は、方向安定性にやや問題があった他は概ね良好だったため、尾翼の位置や面積を改修した試作機・増加試作機を8機製作した後に制式採用を待たずに1944年（昭和19年）4月から量産が開始された。その後、機体装備の変更や武装の強化が行われ、1945年（昭和20年）1月に東海一一型（Q1W1）として制式採用された。
この他に派生型として、7.7mm旋回機銃の代わりに前方固定の20mm機銃を主翼付根下面に装備した東海一一甲型（Q1W1a）や、新人には操縦が難しい銀河の操縦員を養成するため、同じ双発である本機を並列複操縦方式に改造した練習機型、試製東海練習機（Q1W1-K）があった。

## 機体の特徴

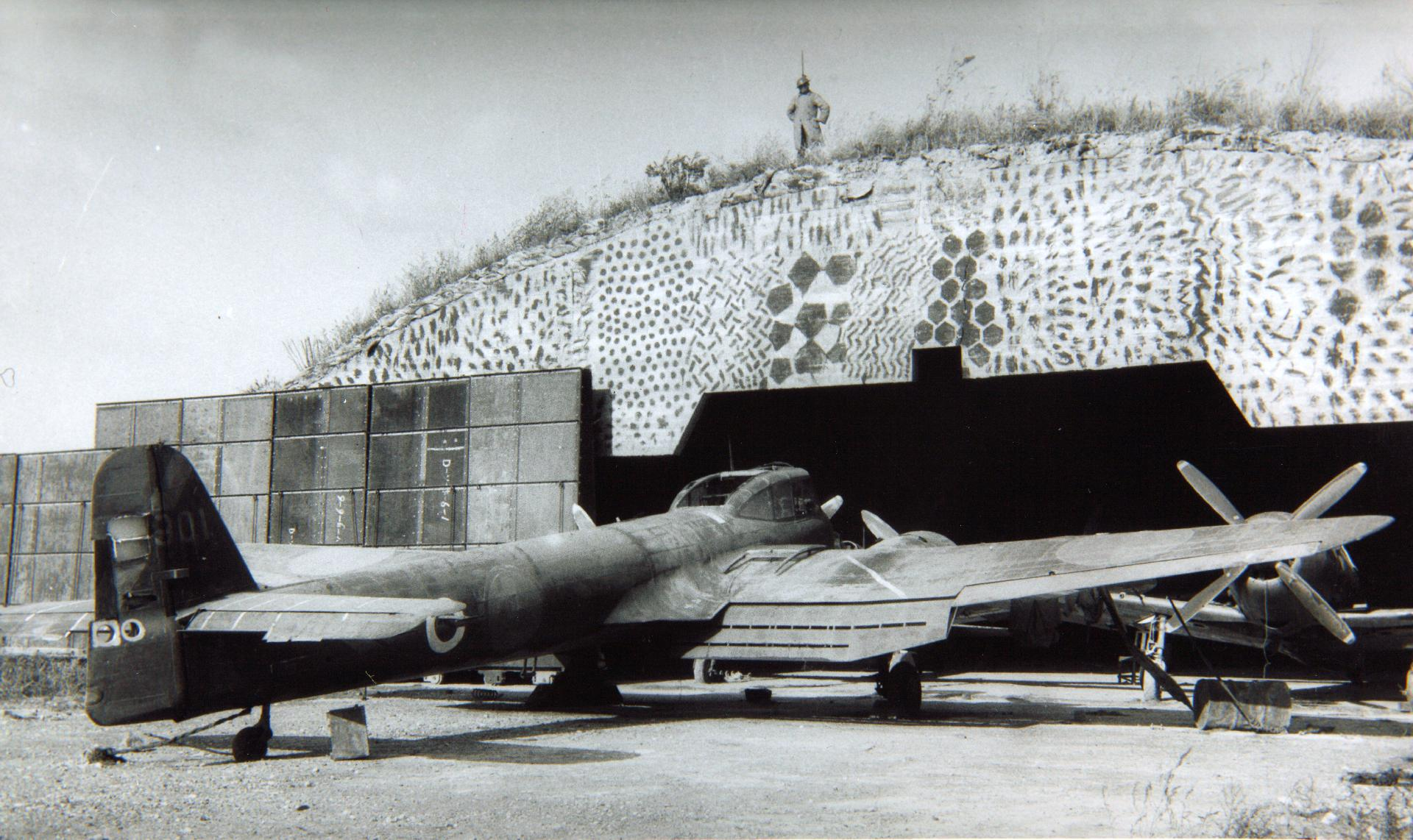
機体後方。特徴的な風防やスロテッドフラップが見える

低速で（巡航速度は約70ノット）長時間哨戒飛行を行う機体である。潜水艦を発見すると同時に急降下攻撃を加えるよう要求され、250kg爆弾2発を搭載できる。
天風（あまかぜ）三一型エンジンは減速歯車が無い直結型でプロペラの回転数が2〜3割高かった。急降下角度70度を可能にするためフラップにエアブレーキとしての機能を付与しており、油圧作動で0～90度まで任意の角度で固定できる。形式はスロテッドフラップだがフラップ翼弦の45％、70％位置にスリット（細長い隙間）があり大角度で開いても振動を生じない。着陸時は90度、急降下時は70～75度まで開いて過速を抑えるが、引っ掛かりによる左右フラップの不揃い動作を起こす場合があり、姿勢を乱すので注意を要した。また動翼各舵の製造品質が荒れ、重量バランス、寸法にまでバラつきが出ており、急降下中に動翼フラッターが原因と思われる空中分解事故が発生。対策として各動翼にマスバランスを取付けた上、急降下速度は170ノット（314.84km/h）に制限されてしまい、利点である深い急降下角度も制約を受けたという。

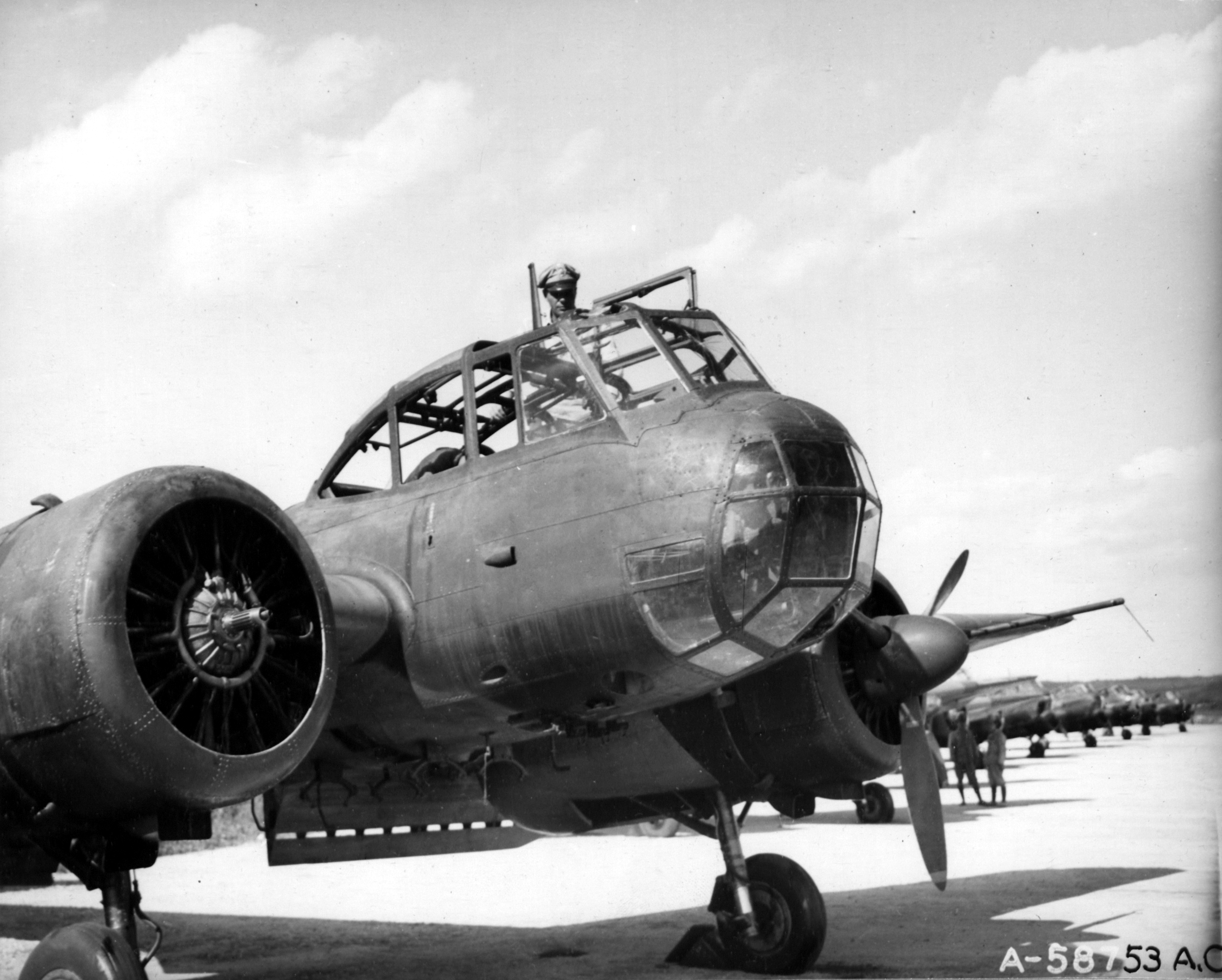
機体正面。左翼に電探のアンテナが確認できる

予定していた新型電探が間に合わなかったため、旧式なH-6電探を装備。主翼と胴体にアンテナがあり索敵方向は、前方、右方、左方の3方向で、飛行経路上で見落としが無いよう電信員が忙しく切り替えなければならない。表示は最も初歩的なAスコープ式で横軸が距離、縦軸が信号強度である。潜水艦を磁気で探索する三式一号探知機（KMX）は、探知幅が左右100mと狭いため横間隔を斜めに取った編隊、磁探捜索隊形での使用が前提となり6機編隊で幅1kmを捜索する事ができる。対潜爆弾は弾体を非磁性とし、磁気探知への影響が残らないようになっている。
遅延信管は2種類で、甲信管は10秒/深度100m、乙信管は5秒/深度50mで起爆する。C装置とは、水中にも伝わる約100kHzの超長波を地上基地局から発射し、潜水艦の上空で起きる干渉波を検知する装置で、済州島隊では電探の代わりにC装置が使われ、反応があった海域に磁探機編隊を差し向けたという。対潜哨戒機として広い前下方視界を得るため機首を大きなガラス張りとした独特な外観を持ち、敵潜水艦の発見率向上に役立ったが、不時着や不慮の事故には弱く乗員の死傷率を高めたともいう。乗員数は3名で操縦席は胴体左側、並列やや後ろに偵察員席が位置し、後席の電信員は電探、磁探の操作に集中するため、偵察員が後方旋回機銃を担当する。

## 運用
最初に東海を配備されたのは佐伯海軍航空隊で、1944年（昭和19年）10月に東海による部隊が初めて編成された。当初は生産機は全て佐伯海軍航空隊に配備され飛行や整備の訓練を受けた。その後、佐伯から各地の航空隊に配備されていくことになったが、館山基地の第九〇一海軍航空隊に配備された機体が多かった。本機は主に小笠原諸島方面、済州島・摹瑟浦基地などより東シナ海方面において、対潜哨戒活動に従事した。
本機の最大の弱点は、滞空性能を向上させるために低出力・省エネエンジンを採用したことで、発電力に余裕がなく搭載電子機器に拡張性を持たせることができなかった点である。本機を使用した部隊は901空、903空、954空、956空、佐伯空、偵察第302飛行隊などで、終戦時の残存機数は68機。
戦後には、目視による捜索に加えKMXを使用して、1週間で米軍潜水艦7隻を撃破したとされるエピソードも語られているが、日本側の公刊戦史および米軍側資料に裏付けられる記録は記載されていない。また制式採用された頃には、日本軍は本土周辺海域の制空権すら失っていたため、本機のような低速かつ貧弱な機体での対潜哨戒活動は極めて危険であり、米海軍のPBM飛行艇2機から挟撃を受けて逃げ帰った記録もあるが、敵戦闘機に遭遇した場合、反撃も逃げ切ることも出来ずに餌食となるだけであった。このため、本機は運用の開始が昭和19年10月であったにもかかわらず、敗戦までの短い期間に全生産機の半数以上が失われるなど、極めて高い損耗率を記録している。

## 諸元
| 九州飛行機 陸上哨戒機 「東海」 | |                                 |
| 項目                           | 一一型 [Q1W1]                                                                                         | 練習機型 [Q1W1-K]               |
| 全幅                           | 16.00m                                                                                                | 16.00m                          |
| 主翼面積                       | 38.21m2                                                                                               | 38.21m2                         |
| 全長                           | 12.085m                                                                                               | 12.085m                         |
| 全高                           | 4.118m                                                                                                | 4.118m                          |
| エンジン                       | 日立 天風三一型 出力610PS×2                                                                           | 日立 天風三一型 出力610PS×2     |
| プロペラ                       | ハミルトン定速3翅 直径2.5m                                                                            | ハミルトン定速3翅 直径2.5m      |
| 最大速度                       | 332km/h（高度1,340m）                                                                                 | 333km/h（高度1,300m）           |
| 巡航速度                       | 222km/h （高度1,500m）                                                                                |                                 |
| 着陸速度                       | 139km/h                                                                                               | 117km/h                         |
| 航続距離                       | 1,343km（正規） 2,415km（最大）                                                                       | 1,650km                         |
| 燃料                           | 1200リットル                                                                                          | 800リットル                     |
| 乗員                           | 3名                                                                                                   | 3名                             |
| 上昇時間                       | 2,000mまで8分44秒                                                                                     | 1,000mまで2分40秒               |
| 実用上昇限度                   | 4,490m                                                                                                | 6,000m                          |
| 重量                           | 自重 3,050kg 正規全備 4,745kg 過荷重 5,332kg                                                          | 正規全備 4,300kg 過荷重 4,480kg |
| 武装                           | 後席旋回機銃7.7mm×1 （一一甲型Q1W1aは主翼付根下面に前方固定20mm機銃×1） 250kg爆弾×2 または 60kg爆弾×4 |                                 |

## 登場作品
『艦隊これくしょん -艦これ-』
支援システム「基地航空隊」の装備として「試製東海」と「東海(九〇一空)」が登場。